# شتورمشارفورر

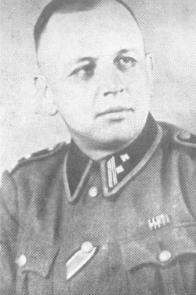
SS- Sturmscharführer Adolf Maurer

SS-Sturmscharführer ( [ˈʃtʊʁm.ʃaːɐ̯.fyːʀɐ]، "قائد فرقة العاصفة") رتبة نازية في صفوف فافن إس إس التي كانت موجودة بين عامي 1934 و1945.   كانت الرتبة هي أعلى رتبة تم تجنيدها في فافن إس إس  في المنظمات العسكرية الأخرى. 

## شارة

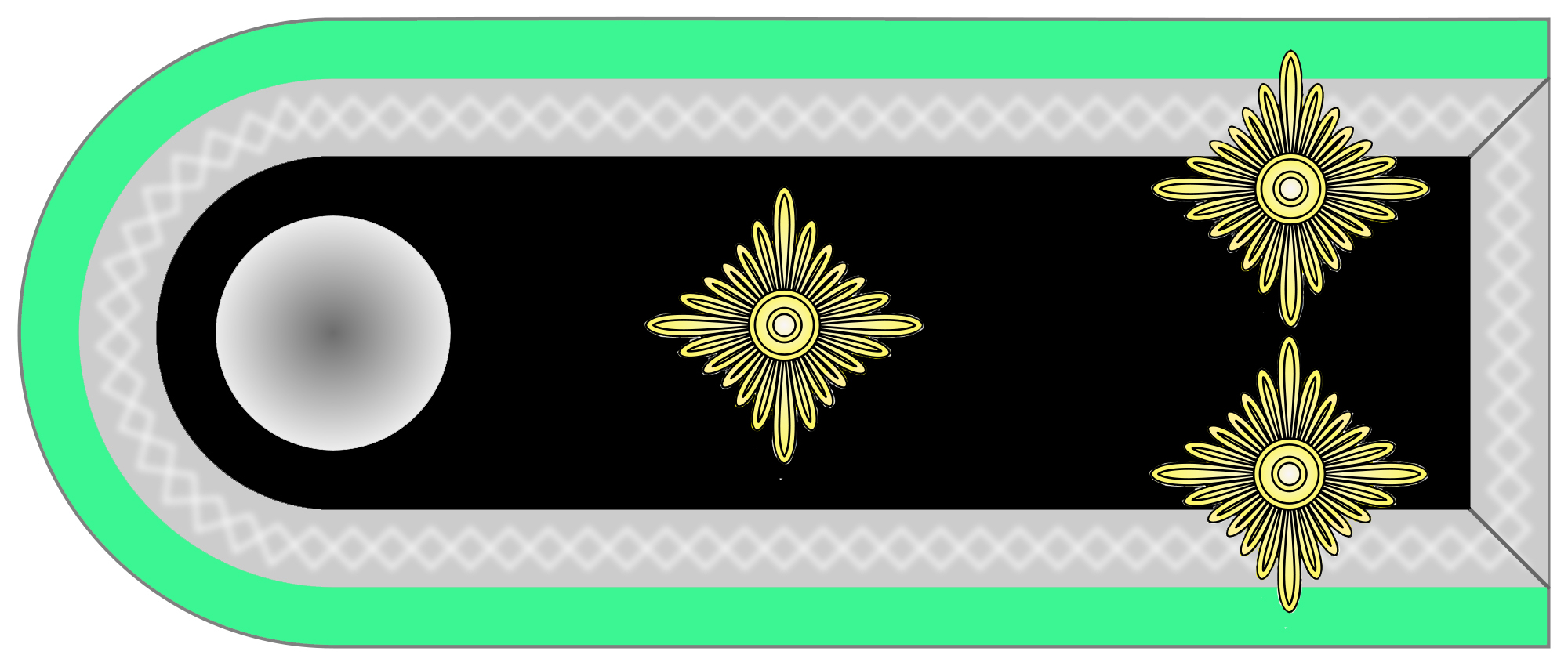
Shoulder strap
Gorget patches
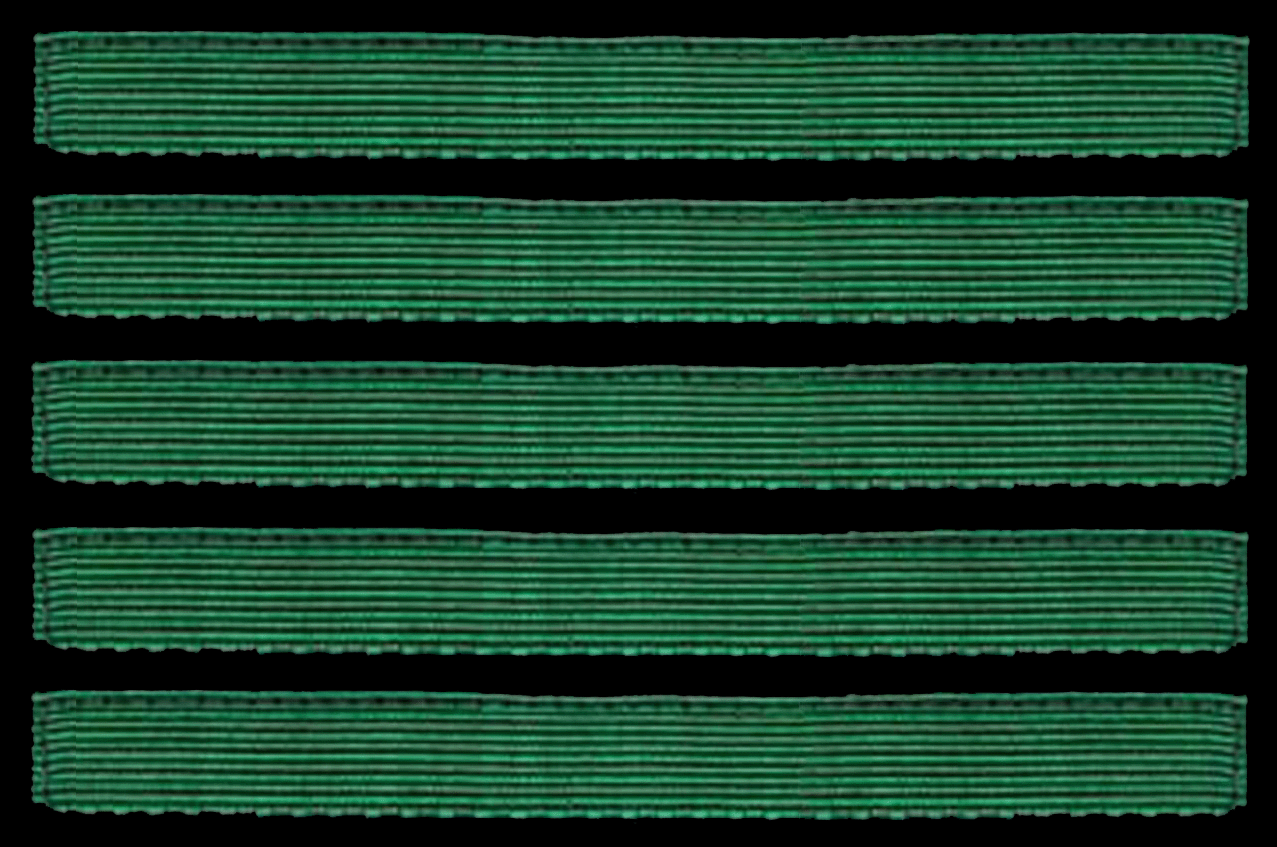
Military camouflage